# 普里維爾利亞 (布利茲紐基區)
48°58′57″N 36°35′44″E / 48.98250°N 36.59556°E
普里維利亞（烏克蘭語：Привілля）是位於烏克蘭東部的村莊，由哈爾科夫州洛佐瓦區的布利茲紐基市鎮負責管轄。該村始建於1825年，面積0.2平方公里，海拔高度136米，2001年人口17，人口密度每平方公里85人。